# 维捷布斯克州
维捷布斯克州（羅馬化：Viciebskaja voblasć，發音：[ˈvʲit͡sʲɛpskaja ˈvɔblast͡sʲ]，發音：[ˈvʲitʲɪpskəjə ˈobləsʲtʲ]）是白俄罗斯的一个州，首府维捷布斯克。该州与立陶宛、拉脱维亚、俄罗斯接壤。面積約40,100km2，人口1,135,731（2019年）。设立于1924年，原为维捷布斯克省。
白俄羅斯現任總統卢卡申科出生於此。